# Platynectes decastigma
Platynectes decastigma är en skalbaggsart som beskrevs av Régimbart 1899. Platynectes decastigma ingår i släktet Platynectes och familjen dykare. Inga underarter finns listade i Catalogue of Life.